# Puntanipterus
Puntanipterus es un género extinto de pterosaurio pterodactiloide posiblemente perteneciente a los dsungariptéridos que vivió entre el Jurásico Superior al Cretácico Inferior, siendo hallado en la formación La Cruz de San Luis, Argentina. 
El género fue nombrado en 1975 por José Bonaparte y Teresa Sánchez. La especie tipo es Puntanipterus globosus. El nombre del género se refiere a los puntanos, el gentilicio coloquial para los habitantes de la provincia de San Luis, debido al antiguo nombre de su capital, San Luis de la Punta de los Venados, combinándolo con el griego latinizado pteron, "ala". El nombre de la especie significa "esférico" en latín, una referencia a la forma de la parte inferior de la tibia.
Está basado en el holotipo PVL 3869 (antes FML 3869) hallado en 1972, un tibiotarso de 105 milímetros de largo y una fíbula de siete centímetros de longitud; los restos referidos son una vértebra de la espalda y unas falanges del pie y el ala. Los huesos de la pata fueron descritos como similares a los de Pterodaustro (de rocas algo más recientes), excepto por tener una articulación expandida esférica en el tobillo y unos procesos espinosos en las caras laterales de la tibia en ese extremo.
Bonaparte en 1978 clasificó a Puntanipterus como un miembro de los Pterodaustridae. El mismo año Peter Wellnhofer fue más cuidadoso y limitó su asignación como un Pterodactyloidea incertae sedis. En 1980 Peter Galton concluyó que pertenecía a los Dsungaripteridae. Era aún considerado como un dsungariptérido por la época en que time Peter Wellnhofer publicó su The Illustrated Encyclopedia of Pterosaurs (con varias ediciones en los años 1990s).
Sin embargo, en los años noventa varias tibias conformes como las de Puntanipterus fueron halladas en los mismos estratos que Pterodaustro; una comparación directa es imposible debido a que los especímenes más completos de este último están siempre muy comprimidos, deformando la morfología del tobillo; pero fragmentos pequeños que contienen tobillos sin aplastar tienen la constitución del tibiotarso de Puntanipterus. Esto es visto por los investigadores suramericanos como in fuerte indicio de que ambas formas son idénticas.
Glut reportó una comunicación personal de Laura Codorniú y Luis Chiappe (2004) acerca de que Puntanipterus debería ser considerado como un sinónimo más moderno de Pterodaustro, pero esto permanecerá así a menos que se hallen nuevas evidencias en el futuro; por su parte David Unwin en su libro The Pterosaurs: From Deep Time, publicado en 2006, aún lo reconoce como una especie posiblemente válida de relaciones indeterminadas.